# Pierre Camelbeeck
Pierre Camelbeeck (* 14. November 1989) ist ein ehemaliger belgischer Eishockeyspieler, der seit sowohl mit dem IHC Leuven, als auch mit den Bulldogs de Liège belgischer Meister wurde.

## Karriere
Pierre Camelbeeck begann seine Karriere beim IHC Leuven, für dessen zweite Mannschaft er bereits als 15-Jähriger in der zweiten belgischen Liga debütierte. Mit 17 Jahren rückte er in die erste Mannschaft auf, die in belgischen Ehrendivision spielte. 2010 und 2013 gewann er mit seiner Mannschaft den belgischen Meistertitel. Nach dem zweiten Meistertitel verließ er die traditionsreiche Universitätsstadt und schloss sich den Bulldogs de Liège an, mit denen er gleich in seiner ersten Spielzeit erneut Meister und zudem erstmals in seiner Karriere auch Pokalsieger wurde. 2015 beendete er seine Karriere.

### International
Für Belgien nahm Camelbeeck im Juniorenbereich an den U18-Weltmeisterschaften 2005 in der Division III und 2006 und 2007 in der Division II sowie den U20-Weltmeisterschaften 2007 in der Division III und 2009 in der Division II teil.
Für die Herren-Nationalmannschaft spielte Camelbeeck bei den Weltmeisterschaften der Division II 2010 und 2011.

## Erfolge und Auszeichnungen
- 2005 Aufstieg in die Division II bei der U18-Weltmeisterschaft der Division III
- 2007 Aufstieg in die Division II bei der U20-Weltmeisterschaft der Division III
- 2010 Belgischer Meister mit dem IHC Leuven
- 2013 Belgischer Meister mit dem IHC Leuven
- 2014 Belgischer Meister und Pokalsieger mit den Bulldogs de Liège